# Amblypsilopus knorri
Amblypsilopus knorri är en tvåvingeart som beskrevs av Grichanov 1999. Amblypsilopus knorri ingår i släktet Amblypsilopus och familjen styltflugor.
Artens utbredningsområde är Kamerun. Inga underarter finns listade i Catalogue of Life.